# 桃園市立綜合體育館
桃園市立綜合體育館（英語：Taoyuan Arena），又稱桃園巨蛋，是位於台灣桃園市桃園區的巨蛋體育館，是多功能室內體育場與表演場所。
1969年臺灣省立桃園高級農工職業學校以4.5公頃校地提供桃園縣政府興建桃園縣立體育館（2014年改為桃園市立體育館），因而獲得虎頭山14公頃林地使用權。
桃園巨蛋面積1.5公頃，可容納15,000人，1993年9月由東怡營造完成建造。本體為高強度頂蓬架構，主場地直徑82公尺，面積1,600坪，固定座椅8,000個，活動座椅7,000個，鐵弗龍玻璃纖維屋頂及吸音設備。
1993年10月2日，中國電視公司現場直播綜藝節目《娛樂星聞 小燕有約》在剛啟用的桃園巨蛋舉辦反毒品晚會，是桃園巨蛋第一場現場直播晚會，也是《娛樂星聞 小燕有約》開播以來最大的直播場面。

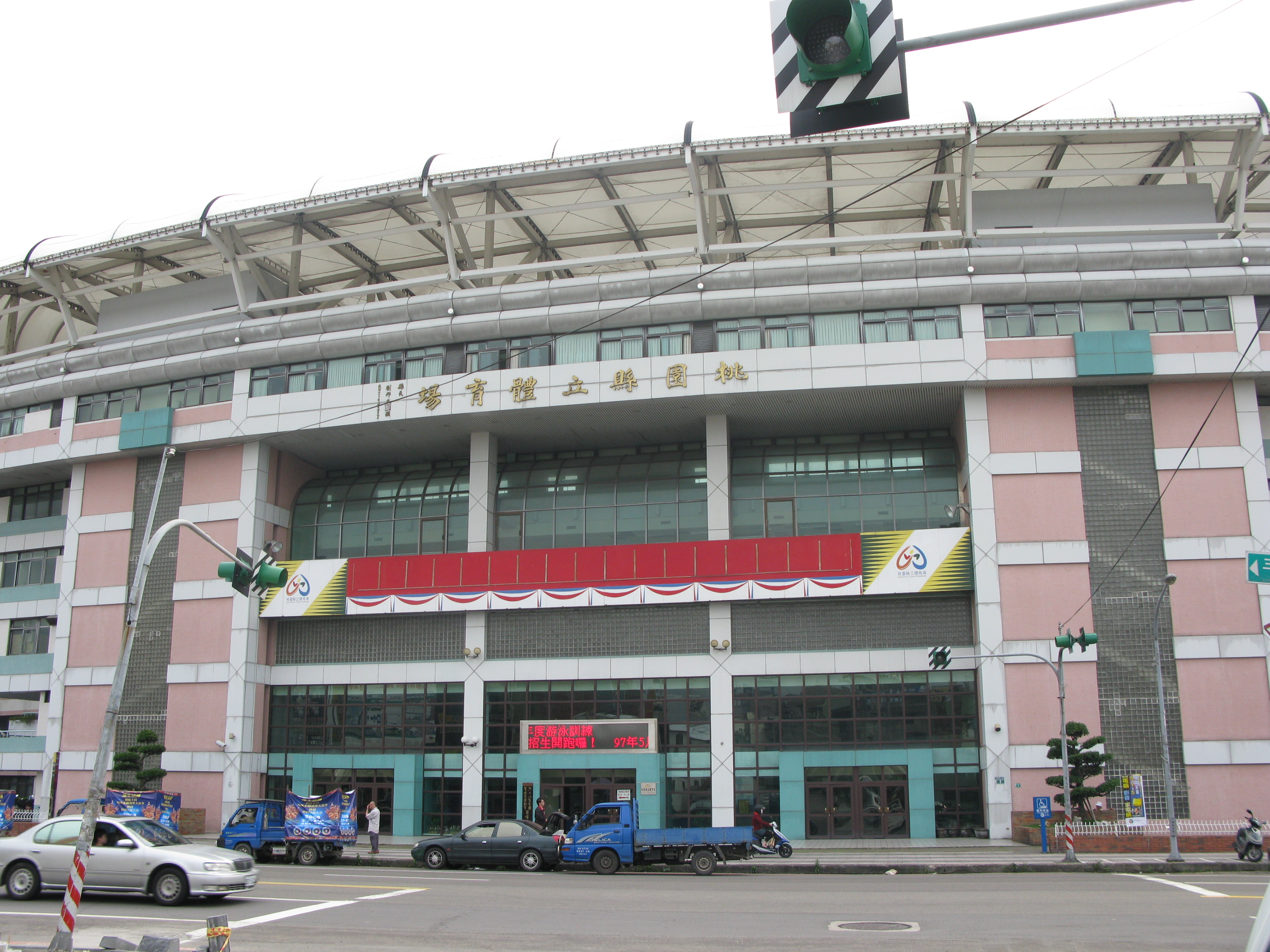
桃園縣立體育場（攝於2008年3月）

桃園巨蛋從2017年開始參與第十五季超級籃球聯賽例行賽和第十五季超級籃球聯賽全明星賽，目前為P. LEAGUE+（PLG）桃園璞園領航猿與台灣職業籃球大聯盟桃園台啤永豐雲豹主場館。
2018年，桃園巨蛋薄膜屋頂年久失修出現積水滲漏情況，桃園市政府體育局爭取前瞻基礎建設計畫經費，委由桃園市政府工務局代辦，以統包方式進行屋頂延壽修繕工程。2019年7月由榮金營造、綠林興業、陳信樟建築師承攬統包，統包團隊邀請原美籍結構設計師及日籍施工人員進行修繕工程，由台聯工程及李甫峰建築師執行專管及監造；修繕工程共計更新屋頂薄膜16片（約11,000平方公尺）、谷索192條、舉索576條以及更新吸音材、燈光音響、風機設備等，安全順利於2020年底完工啟用，並榮獲勞動部職業安全衛生署「優良工程金安獎」和桃園市政府「公共工程金品獎」的肯定。

## 舉辦活動
- 演講
- 就職典禮
- 演唱會

## 賽事
- 籃球比賽
- 排球比賽
- 2017台北世大運跆拳道比賽
- 超級籃球聯賽桃園璞園建築主場館
- P. LEAGUE+桃園領航猿 / 桃園璞園領航猿主場館
- T1聯盟桃園雲豹 / 台啤永豐雲豹主場館
- 台灣職業籃球大聯盟桃園台啤永豐雲豹主場館

## 參見

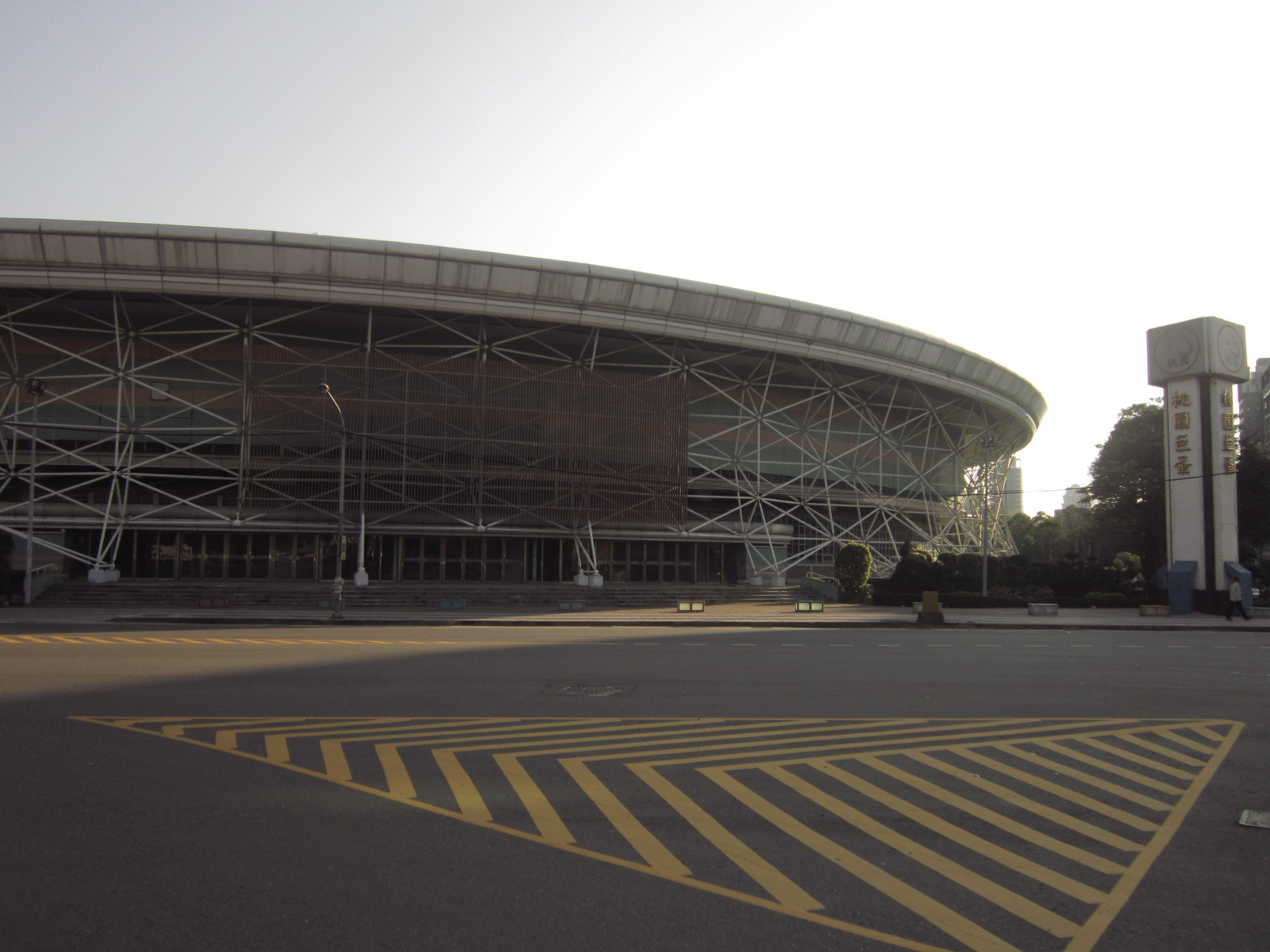
桃園巨蛋體育館一景

## 交通
- 未來
  - 桃園捷運棕線桃園巨蛋站
  - 桃園捷運橘線桃園巨蛋站

## 外部連結
- 桃園市政府體育局-體育館簡介 （页面存档备份，存于）